# Scharreweer
Scharreweer was een buurtschapje aan de Scharreweersterweg ten zuiden van Appingedam. Misschien afgeleid van het Oudfries skettawere, dat 'veebezit' of 'veekering' kan betekenen.